# 星辰杀
《星辰杀》是盛大游戏开发运行的角色扮演类网络游戏，盛大于2012年10月12日对外发布概念化MMO游戏官网10月24日盛大宣布概念MMO新作名为《星辰杀》，紧接着次月8日游戏进行了首次不删档测试。